# پی‌سی-۹۸
PC-98، یک ریزرایانه ۱۶ بیتی ژاپنی است که از سال ۱۹۸۲ توسط NEC تولید و ساخته می‌شود و اولین رایانه از سری رایانه‌های خانگی ۱۶ بیتی و ۳۲ بیتی PC-98 است. این سکوی سخت‌افزاری، تسلط شرکت NEC بر بازار رایانه‌های خانگی در ژاپن را تثبیت کرد و در سال ۱۹۹۹، بیشتر از ۱۸ میلیون از آن به فروش رفته بود. این معماری سخت‌افزاری از چند نظر با رایانه‌های خانگی IBM متفاوت هستند، برای نمونه، این معماری به جای ISA از گذرگاه C-Bus مخصوص به خودش استفاده می‌کند، بایوس، آدرس‌دهی درگاه ورودی/خروجی، مدیریت حافظه و خروجی گرافیکی آن هم متفاوت است. با این حال، نسخه‌های بومی‌شده MS-DOS و مایکروسافت ویندوز قابل اجرا بر روی این سری از رایانه‌ها هستند.